# Joan Shakespeare
Joan Shakespeare (bautizada el 15 de abril de 1569 - enterrada el 4 de noviembre de 1646) era la hermana menor de William Shakespeare. Ella es la única miembro de la familia cuyos descendientes conocidos continúan hasta hoy en día. 

## Vida
Joan era la hermana menor de Shakespeare. Se casó con un sombrerero llamado William Hart con quien tuvo cuatro hijos: 
- William (1600–1639),
- Mary (1603–1606),
- Thomas (1605–1661),
- Michael (1608–1618).

Poco se sabe acerca del esposo de Joan, William, aparte del hecho de que fue demandado por deudas en 1600 y 1601. William murió en abril de 1616 y fue enterrado el 17 de abril, una semana antes de la muerte de William Shakespeare. En su testamento, su hermano le dejó un legado de £20, algo de ropa y el derecho a vivir en la parte occidental de la casa familiar doble en Henley Street en Stratford por una renta anual nominal de un chelín. Su esposa, Joan, continuó residiendo allí por el resto de su vida, muriendo a la edad de 77 años.
Su hijo William nunca se casó. Sus otros descendientes por Thomas vivieron en Stratford hasta 1806. Thomas heredó la casa de Henley Street conocida como el lugar de nacimiento de Shakespeare. Él tenía muchos descendientes. En el siglo XVIII, los descendientes de Joan se identificaban como portadores de la línea familiar del poeta famoso. John Hart (1755-1800) fue identificado como "el sexto descendiente del poeta Shakespeare" en su lápida en el cementerio de la abadía de Tewkesbury, Gloucestershire, el cual corrobora con su línea familiar. 

## En literatura
En su ensayo A Room of One's Own, Virginia Woolf creó un personaje, "Judith Shakespeare", supuestamente la hermana de Shakespeare. De hecho Judith era su hija. Se desconoce si esto fue un error o una combinación deliberada de las dos mujeres. En esta historia, se le niega la educación a la hermana de Shakespeare que su hermano había recibido, a pesar de su obvio talento como escritora. Cuando su padre intentaba casarla, ella huyó para unirse a una compañía de teatro, pero finalmente es rechazada por su sexo femenino. Ella queda embarazada, era abandonada por su pareja y se suicidó.
Una niña adolescente Joan aparece en la novela de Laurie Lawlor Los dos amores de Will Shakespeare (2006), en la cual se presenta como una aspirante a poeta que se resiente de las restricciones impuestas a ella como mujer en su sociedad. Ella escribe sonetos, uno de los cuales su hermano plagia. Ella está enamorada de Richard Field, pero él persigue a Anne Whateley. En Shakespeare's Will, la obra biográfica especulativa de Vern Thiessen sobre Anne Hathaway, Joan es una "perra" que constantemente interfiere en la vida de Anne.